# Шатијон ан Венделе
Шатијон ан Венделе (фр. Châtillon-en-Vendelais) насеље је и општина у северозападној Француској у региону Бретања, у департману Ил и Вилен која припада префектури Рен.
По подацима из 2011. године у општини је живело 1690 становника, а густина насељености је износила 52,76 становника/km². Општина се простире на површини од 32,03 km². Налази се на средњој надморској висини од 112 метара (максималној 194 m, а минималној 87 m).

## Демографија
| 1962. | 1968. | 1975. | 1982. | 1990. | 1999. | 2011. |
| ----- | ----- | ----- | ----- | ----- | ----- | ----- |
| 1.114 | 1.168 | 1.249 | 1.394 | 1.526 | 1.551 | 1.690 |

График промене броја становника у току последњих година